# Ангиогенеза
Ангиогенеза је физиолошки процес неоваскуларизације који се карактерише растом нових крвних судова из већ постојећих малих венула и капилара. Она је регулисана деликатном равнотежом између проангиогених и антиангиогених молекула, која настаје као природни одговор тела на исхемију у ткивима. Ангиогенеза је сложен биолошки процес, који обухвата четири повезана и прецизно координисана стадијума; вазодилатацију и увећање пропустљивости зида крвног суда, дестабилизацију крвног суда и разградњу матрикса, пролиферацију и миграцију ендотелних ћелија и Формирање и стабилизацију новог крвног суда. Ангиогенеза је интегрални део како у нормалним развојним процесаима у организму, тако и у бројним патолошким стањима као што су туморски раст и метастазирање, инфламаторне и васкуларне болести, повреде, ране.
Процес ангиогенезе може се одвијати на два начина; неоваскуларизацијом и/или мобилизацијом прекурзора или прогенитора ендотелних васкуларних ћелија (енгл. endothelial progenitor cells (EPCs)) из костне сржи.
Ангиогенезу треба разликовати од васкулогенезе у којој се из прекурзора хемангиобласта формирају нови крвни судови. Васкулогенеза означава спонтано формирање крвних судова током ембрионалном развој, за разлику од термина ангиогенеза којим се означава;... процес формирање нових крвних судова у одраслих особа умножавањем (рачвањем) из већ постојећих (претходном васкулогенезом формираних крвних судова).  Зато се термин васкулогенеза користи за формирање крвних судова, а термин интусусцепција за настајање крвних судова одвајањем од постојећих.
Иако је ангиогенеза нормални витални (физиолошки) процес раста и развоја организма и процеса зарастање рана и гранулације ткива, она може бити и патолошки процес који је изражен у фази интензивног раста тумора као један од битних фактора малигнитета (метастазирања). Ангиогенезу као узрочника експанзије тумора први су описали Гринблат и Шубик (Greenblatt и Shubik) у 1968. 
Више година уназад кроз бројна медицинска истраживања ангиогенезе, научници покушвају да овај физиолошки процес искористе у лечењу тумора и других урођених и стечених васкуларних болести. Ферар (Ferrar) и сар. из (Genetecha) у својим истраживањима су доказали да инхибиција ангиогенезе може довести до заустављања развоја и одумирања тумора инхибицијом њиховог даљег раста. И поред тога што су научници још увек далеко од потпуног разумевања патофизиолошких механизама ангиогенезе у многим стањима, остаје нада да ће будућа истраживања ангиогенезне болести моћи да расветле за сада скривена места потенцијалне терапије.

## Савремена терминологија
Три различита процеса могу допринети расту нових крвних судова: васкулогенеза, артериогенеза и ангиогенеза.

#### Васкулогенеза
Васкулогенеза, је примарни процес одговоран за раст нових крвних судова током ембрионалног развоја и има још увек недефинисану улогу у зрелем одраслим ткивима. Одликује се диференцијацијом плурипотентних ендотелних ћелија прекурзора (хемангиобласта или сличних ћелија) у ендотелне ћелије које утичу на формирање примитивних крвиних судова. Накнадним ангажовањем других типова васкуларних ћелија завршава се процес формирања крвног суда.

#### Артериогенеза
Артериогенеза се односи на појаву нових артерија које поседују у потпуности развијену тунику медију. Процес може да подразумева сазревање постојећих колатерала или се може одразити на формирање нових зрелих крвних судова. Примери укључују артериогенезом формиране, ангиографски видљиве колатерала код пацијената са напредним опструктивним коронарним или периферним болестима крвних судова. У овај процес укључени су сви васкуларни типови ћелија, укључујући и глатке мишићне ћелије и периците.

#### Ангиогенеза
Савремено поимање ангиогенезу дефинише као формирање нових крвних судова, у којима недостаје развијена медија, насталих као одговор на дејство ангиогених фактора, који се ослобађају из исхемијских ткива, ткива која се нагло развијају и/или из изразито метаболички активних ткива. Примери ангиогенезе су капиларна пролиферација у зарастању рана или дуж границе срчаног мишића (миокарда), ангиогенеза у атеросклерози, итд.

## Биолошких ефекати васкулогенезе, артериогенезе и ангиогенезе
Ниже наведена табела даје преглед биолошких ефеката ова 3 процеса;
| -                              | Васкулогенеза                  | Артериогенеза                                                    | Ангиогенеза                                        |
| ------------------------------ | ------------------------------ | ---------------------------------------------------------------- | -------------------------------------------------- |
| Тип ћелија укључен у процес    | Ендотелне стем ћелије          | Ендотелне ћелије; глатко мишићне ћелије; перицити, остале ћелије | Ендотелне ћелије                                   |
| Примарни подстицај             | Развој                         | Није познато (упала?)                                            | Упала и исхемија                                   |
| Крајњи резултат                | Потпуно формирани крвни судови | Артериола                                                        | Капилара                                           |
| Јавља се код зрелих ткива      | Нејасно (минимално?)           | Да                                                               | Да                                                 |
| Допринос ефикасној перфузији   | Нејасно (минималан?)           | Много                                                            | Мало                                               |
| Фактора раста који су укључени | VEGF, Ang-1, Ang-2             | PDGF, Ang-1, Ang-2, FGFs (?)                                     | FGF-1, FGF-2, FGF-4, FGF-5, VEGF-1, VEGF-2, VEGF-3 |

## Физиологија ангиогенезе
Ангиогенезе је присутна код нормалних (физиолошких) и патолошких процеса. Нормални физиолошки процеси ангиогенезе су:
- Зарастање рана
- Ембрионско развиће
- После васкулогенезе
- Менструални циклус и трудноћа.

У анатомско–физиолошком смислу разликујемо два васкуларна система,
- Крвни систем  - који настаје ангиогенезом.
- Лимфатични систем - који настаје лимфангиогенезом

Физиолошки процес ангиогенезе у ембрионалном развоји почиње активацијом – стимулацијом процеса који иницирају фибробласти или перицити. Процес се наставља протеолизом екстрацелуларног матрикса и базалне мембране, пролиферацијом ендотелних ћелија и миграцијом ендотелних ћелија. Пупљење и раст солидних ендотелних трака је следећа фаза иза које следи инхибиција раста, формирање лумена и ресинтеза базалне мембране, што на крају резултује образовањем капиларне мреже.

### Значај прожетости ткива крвним судовима
У већини ткива уграђен је механизам који одржава прожетост ткива крвним судовима, на тачно оном нивоу која је потребна да се задовољиви метаболичка потреба ткива. Зато као опште правило у физиологији влада да је прожетост крвним судовима већине ткива у организму директно сразмерна локалном метаболизму. Када год се ова константа пропорционално промени дугорочно ће локални регулациони механизми током краћег или дужег времена покушати да аутоматски подеси ниво прожетости крвним судовима. Код младих особа ова подешавања су веома тачна, док су код старијих људи она само делимична.
Ангиогенеза је јако важан физиолошки процес у:  развоју ембриона, морфогенези, репродукцији, заарастању рана, менструалном циклусу и трудноћа.
У патолошким стањима ангиогенеза може неповољно утицати на развој различитих болести, макуларну дегенерацију и дијабетесну ретинопатију, упалу код атеросклерозе, псоријазе, реуматоидног артритиса, раста тумора и ширења метастаза. Развој и одржавање адекватног васкуларног снабдевања је од пресудног значаја и за одрживост функција нормалног и неопластичних ткива. Тако нпр. тумори не могу расти више од два до 3 милиметра ако их не прати ангиогенеза.
Зато закључујемо да ангиогенеза, (или развој нових крвних судова у постојећој капиларној мрежи), игра важну улогу у бројним физиолошким и патолошким процесима, укључујући; репродукцију, зарастање рана, запаљењске болести, раст тумора...

### Регулационе фазе у ангиогенези
Ангиогенеза обухвата секвенцијалне фазе, које се активирају као одговор на ангиогенетске факторе раста које покреће запаљење, мезенхималне или туморске ћелије и делују као лиганда за рецепторе тирозин киназа ендотелних ћелија, и покрећу механизме за контролу локалног протока крви у ткивима који се могу поделити у две различите регулационе фазе; акутну и дугорочну фазу каонтроле.

#### Акутна контрола протока крви
Прва фаза или акутна контрола, означава брзе промене у контроли локалног протока крви, које се догађају унутар неколико секунди или минута, и представљају брзи начин за одржавање одговарајућих локалних услова у ткивима. Акутни механизми, чије је дејство најчешће краћег трајања, након потпуно обављеног рада не успевају да подесе проток крви на више од 3/4 потреба ткива, што захтева покретање механизама дугорочне контроле.

#### Дугорочна контрола протока крви
Друга фаза или дугорочна контрола, означава споре промене у протоку крви, током неколико дана недеља па и месеци. У начелу дугорочне промене су резултат повећања или смањења величине и броја крвних судова које снабдевају одређено ткиво, у чему посебно место и значај има ангиогенеза. Из овога можемо закључити да су промене прожетости ткива крвним судовим главни механизам дугорочне регулације протока крви. Наиме сваки пад артеријског притиска на дуже време, или увећане метаболичке потребе током дужег времена, доводе до појаве већег прожимања ткива крвним судовима, и обратно.
Непрекидне промене у прожимању ткива крвним судовима јавља се у фази раста организма али и у новонасталом ткиву нпр. ожиљном, карцинозном итд. Коначна реакција на умножавање крвних судова је много израженија у младим ткивима него у старим, па ће тако прожетост крвним судовима у ткиву новорођенчета бити тачно онолика да покрије све потребе ткива док ће прожетост у старим ткивима често много заостајати за њиховим потребама.

### Стадијуми ангиогенезе
Ангиогенеза је сложен биолошки процес, који обухвата четири координисана стадијума:
- вазодилатацију и повећање пропустљивости зида крвног суда,
- дестабилизацију крвног суда и разградњу матрикса,
- пролиферацију и миграцију ендотелних ћелија,
- формирање и стабилизацију новог крвног суда.

#### Вазодилатација и повећање пропустљивости зида крвног суда
Вазодилатацији крвног суда доприноси азот-моноксид (НО) ослобођен из ендотелних ћелија, који стимулишући гуанилат-циклазе доводи до повећања синтезе цикличног гуанозин-монофосфата (cGMP), који након синтезе изазива релаксацију глатке мускулатуре крвног суда.
Поред тога, у ендотелним ћелијама крвног суда формирају се органеле, састављене од везикула и вакуола, које повећавају пропустљивост зида крвног суда. Ове везикуле и вакуоле су фенестриране, чиме је омогућена њихова међусобна комуникација. У току ангиогенезе фибриноген и плазминоген, као протеини плазме велике молекулске тежине, користе ове органеле за свој транспорт из циркулације у околно ткиво. У околном ткиву оне нешто касније служе као везивна потка како би се ендотелне ћелије одржале на окупу. У мањем обиму екстравазација протеина плазме врши се и кроз међуендотелне ћелијске спојеве.

#### Дестабилизација крвног суда и разградња матрикса.
У стадијуму ангиогенезе, која се карактерише дестабилизацијом крвног суда и разградња матрикса, пре него што ендотелне ћелије започну свој раст, долази до одстрањивања потпорних ћелија из зида крвног суда, тзв. перицита. Овај процес прати разградња базалне мембране на коју належу ендотелне ћелије и ремоделовање периваскуларне строме. Тако структурни протеини екстрацелуларног матрикса учествују у образовању пупољака на крвним судовима у ткиву у великој мери кроз интеракције са интегринским рецепторима у ендотелним ћелијама.
Преостали протеини ванћелијског матрикса (нпр. тромбоспондин и тенасцин Ц) учествују у ангиогенезе дестабилизацијом интеракција ћелија и екстрацелуларног матрикса, што олакшава континуирану ћелијску миграцију, или тако што разграђују екстрацелуларни матрикс и на тај начин омогућавају ремоделовање и урастање нових крвних судова (нпр. активатор плазминогена и матрикс металопротеиназе (ММП).

#### Пролиферација и миграција ендотелних ћелија
Ендотелне ћелије се у нормалним физиолошким условима ретко деле (једном у три године). Због тога је, када се изузму крвни судови укључени у регенерацију ткива, женски репродуктивни циклус (менструација) и гравидитет, адултна васкулатура је углавном „мирна“. Међутим, у условима хроничне инфламације, која је присутна у одређеним стањима као што је нпр атеросклерозно измењеном крвном суду, под утицајем бројних стимулатора ангиогенезе, долази до пролиферације ендотелних ћелија. Ове ћелије, затим, привучене хемоатрактантима мигрирају кроз дезинтегрисано базалну мембрану крвног суда у ремоделовано и размекшано периваскуларно поље.

#### Формирање и стабилизација новог крвног суда
Након преласка у подручје смањене васкуларизације, ендотелне ћелије се међусобно повезују, групишу у један слој и стварају капиларне формације. Потом мезенхимске ћелије из околног ткива пролиферишу и мигрирају у правцу ових капиларних формација, где се диференцирају у периците, чиме се завршава процес стварања новог крвног суда. На тај начин, неоваскуларизација повећава површину за дистрибуцију инфламацијских ћелија, пре свега леукоцита. Тако, нови крвни судови експримирају већи број васкуларних ћелијских адхезивних молекула-1 (енгл. vascular cell adhesion molecule-1) у поређењу са ендотелним ћелијама које покривају промене yнутар зида крвног суда. Уз то, они омогућавају бољу исхрану ткива кисеоником и хранљивим материјама. Неоваскуларизацијом створени крвни судови имају и недостатке: они су фрагилни и њихова руптура може довести до крварења у ткиву, пролиферације васкуларних глатких мишићних ћелија, и повећање матрикса.

### Фактори ангиогенезе и раст нових крвних судова

#### Улога кисеоника у ангиогенези
Потреба ткива за кисеоником је највероватније један од фактора који повећава или смањује прожимање крвним судовима у многим ткивима (или у већини њих). Гајтон у својој Медицинској физиологији, то овако објашњава:
| „ | Разлог за ову претпоставку је опажање да је у животињама које живе на великим висинама, где је притисак кисеоника низак прожетост крвним судовима повећана“. | ” |

Овај драматични учинак је установљен и код недоношчади која су лечена под кисеоничким шатором. Када се након лечења дете извади из кисеоничке атмосфере (која влада у кисеоничком шатору-инкубатору) настаје експлозивно умножавање крвних судова као реакција на нагло смањење концентрације кисеоника у новом окружењу, земљиној атмосфери) у којој крвни судови толико расту да урастају у стакласто тело ока изазивајући слепоћу (овај поремећај се назива ретролентална фиброплазија).
Такође да би преживели периоде стреса и исхемије, људско срце је развило механизме којима се прилагођава променама у свом окружењу. Један од тих механизама је способност организма да промовише раст нових крвних судова у исхемијској области, чиме се ограничава регионално оштећења миокарда и на крају обезбеђује очување његових функција.
Тако се дошло до сазнања да је пад парцијалног притиска кисеоника изазван индукованом исхемијом моћан стимулатор неоваскуларизације у неколико органских система. Надаље, једно од главних стања које у ткиву покреће стварање фактора ангиогенезе је и релативан недостатак кисеоника у односу на метаболичке потребе ткива (хипоксија).

#### Корегулатор хипоксије ген кодиран као HIF-1
Семенза Г. Л. је у ин витро и ин виво моделима исхемије показао да је један од првих гена корегулатор хипоксије ген кодиран као HIF-1 (хипоксијом|индукован фактор). HIF-1 протеин се састоји од две различите пептида. Експресија гена за HIF-1α (хипоксијом|индукован фактор 1-alpha) је изузетно осетљива на појаву хипоксичних услова, што га чини једним од најстаријих ефектора одговора на исхемију.
HIF-1β (арил|угљоводонични нуклеарни транслокатор рецептор), друга је компонента HIF-1 протеина, која има висок афинитет за протеине који се везује за HIF-1α у цитосолу и преноси HIF-1α у једра, где HIF-1α може да остварује своја свеукупни делујући учинак. Изражавање HIF-1β показала су да он није конститутиван, није осетљив на хипоксију, у неколико типова из културе ткива и солидних органа.
Након што се активира ниским нивоом парцијалног притиска кисеоника ћелијске, HIF-1 се везује за одређени ниво хипоксије - брзим елементима у регулаторним регионима на неколико на хипоксију осетљивих гена, што доводи до њихове транскрипције и активације. Постоји хипотеза да је једана од најважнијих механизама HIF-1 да регулише ген који кодира фактор ангиогенезе VEGF, тако да је на тај начин, на крају процеса, он одговоран за покретање каскадних промена у ангиогенези.
| Група  | Ген   | Протеин                                              |
| ------ | ----- | ---------------------------------------------------- |
| HIF-1α |       | хипоксијом индукованих фактор, alpha подоблик        |
| HIF-1β |       | арил угљоводонични нуклеарни транслокатор рецептор   |
| HIF-2α |       | ендотелијални PAS протеин 1                          |
| HIF-2β |       | арил угљоводонични нуклеарни транслокатор рецептор 2 |
| HIF-3α |       | хипоксијом индукованих фактор 3, alpha подоблик      |
| HIF-3β | ARNT3 | арил угљоводонични нуклеарни транслокатор рецептор 3 |

#### Васкуларни ендотелни фактор раста (VEGF)
Последњих неколико година из ткива која имају посебне метаболичке потребе као што су ткиво карцинома и ткиво ретине ока изолована су супстанце које су назване фактори ангиогенезе или VEGF - фактори раста ендотела крвних судова. Ови фактори узрокује раст нових крвних судова, који ангиогенезу чини веома сложеним процесом, који укључује интензивну интеракцију између ћелија, растворљивих фактора, и екстрацелуларног матрикса (ЕЦМ).
Протеолиза је означена као један од први и највећих одрживих фактора укључених у процес стварања нових крвних судова. Бројне протеазе, укључујући металопротеазе матрикса (ММПС), дизинтегрин  и металопротеазе домена (АДАМ) и металопротеаза са тробоспондином (АДАМТС), цистеином и серин протеазом укључени су у ангиогенезу. 
Када се фактор ангиогенезе појави у ткиву, мали ћелијски пупољци се одвајају од зидова венула и малих вена и мигрирају према фактору ангиогенезе. Затим се умножавају и стварају завојите цевасте творевине које се коначно спајају са крвним системом и на тај начин настају нови крвни судови.
Ако се вештачки произведе и примени довољна количина ангогенетског фактора, он може постати важно терапијско средство у лечењу исхемије ткива, као што су нпр. исхемијска подручја у срцу након срчаног удара.

## Облици ангиогенезе
Истовремена појава ангиогенезе и артериогенезе недвосмислено је доказана на различитим животињским моделима, као и код пацијената са коронарном болешћу.

Ангиогенеза је критична за време нормалног физиолошког развоја, али се такође јавља и код одраслих особа (у разним облицима) у току запаљења, зарастање рана, исхемије, али и у патолошким стањима, као што су реуматоидни артритис, хемангиоми и тумори раста.

### Ангиогенеза у физиолошком развоју
Ангиогенеза за време нормалног физиолошког развоја деце јавља се у ембригенези, морфогенези и зарастању рана.
Код одраслих особа у физиолошким стањима, ангиогенеза се јављ кдо месечних (цикличних) промене у материци за време менструалног циклуса и код зарастања рана.

### Ангиогенеза у патолошким стањима
Ангиогенеза у патолошким стањима може да се јави код,
- макуларне дегенерације и дијабетесне ретинопатије,
- запаљењских промена код атеросклерозе
- псоријазе
- реуматоидног артритиса
- раста тумора и метастазама

#### Ангиогенеза у запаљењским процесима
Појава ангиогенезе у зрелим организмима остаје нерешено питање. Према досадашњим истраживањима сматра се да је мало вероватно да овај процес значајније доприноси да се нови крвни судови развијају ако се тај процес јавља спонтано, као одговор на исхемију или запаљења или као одговор на стимулишуће факторе. Ткива исхемије по себи не може бити кључни подстицај покретања ангиогенетског одговор. Неколико пацијената показало је ту могућност у току хроничне исхемије миокарда, али не и већина пацијената са дифузним многоструким болестима крвних судова код којих се не развија исхемија на нивоу ткива у одсуству провокације.
Запаљење и оксидативни стрес може бити много израженији надражај, и зато се јако мали број ангиогенезе одвија у одсуство запаљења и оксидативног стреса. То најбоље доказује чињеница да сузбијање инфламаторних одговора, због генетских абнормалности, патофизиолошким процесима, или лекова, може негативно утицати на способност ткива да се у њима изазове раст нових крвних судова.
Поставља се још једно значајно питање јда ли ће неисхемични миокард одговорити на стимулацију факторима раста? Значајан број података из литературе указује да неисхемична ткива у великој мери реагују на ангиогеничне стимулансе. То може да доведе, не тако често, пораст ендогеног фактора раста, или промена у екстрацелуларном матриксу, у присуства инхибитора ендогена, као што су ангиопоетин–2, или одсуство експресије рецептора фактора раста и других сигнализирајућих молекула који су укључени у ангиогенетску сигнализацију.

#### Ангиогенеза у туморима
Тумор дијаметра 1 до 2 милиметра дифузијом добија све материје које су му неопходне за раст, тако да даља судбина тумора зависи од развоја адекватне неоваскуларизације. Ангиогенеза омогућава неоваскуларизацију тумора што му омогућава даљи и брзи раст, и драматично повећава метастатски потенцијала тумора, отварањем путева за продор туморских ћелија у циркулацију и најављује појаву симптома болести. Да тумори користе процес ангиогенезе да би могли да обезбеде свој раст, показала су бројна истраживања међу којима су и она које су спровели Ferrarai и његови сарадници из компаније Genetech, у којима су доказала да инхибиција ангиогенезе може довести до одумирања тумора заустављањем процеса њиховог раста.
У раној фази раста, већина хуманих тумора не изазива ангиогенезу, већ дуго остају мали (на свом месту), све док прекидач за ангиогенезу (енгл. angiogenic switch) не оконча стање васкуларног мировања. Према бројним истраживањима ангиогенезу код тумора заправо подстиче хипоксија, која у њему настаје када за даљи раст туморско ткиво треба више кисеоника. У тако створеним условима недостатка кисеоника (хипоксије) тумор испушта молекуле који су основа ангиогеног прекидача и подстичу раст крвних судова, тако што стварају могућност да ангиогени (проангиогени) фактори (VEGF, IL-8, bFGF, итд) однесу превагу над антиангиогенима или ангиогеним инхибиторима, редукованим испољавањем инхибитора ангиогенезе (фактора тромбоцита-4, тромбоспондина, ангиостатина и др). Ове медијаторе ангиогенезе могу да стварају саме туморске ћелије, инфламацијске ћелије (макрофаги и др ) и друге ћелије строме повезане са тумором. У туморском ткиву у тој фази развоја почиње формирање нових крвних судова, што означава прелазак премалигнитета у злоћудни тумор.
Почетак процеса ангиогенезе у тумору повезан је са променама у локалном балансу између проангиогених и антиангиогених регулатора. Ангиогени фактори које излучују туморске ћелије 10.000 пута су потентније за деобе ендотелних ћелија. Оне затим мигрирају, и том приликом разграђују базалну мембрану капилара и међућелијску супстанцију захваљујући протеазама које саме луче, или их излучују туморске ћелије и макрофаги. На крају, ендотелне ћелије изграђују крвне судове тумора, који су пропустљивији, проширенији и насумично повезани. Крвни судови тумора заправо предтсављају „улазна врата“ за продор туморских ћелија у циркулацију, што је и први корак према развоју метастаза. Истраживањима је утврђено да је ангиогенеза у непосредној вези са злоћудном трансформацијом тумора, односно што је ангиогенеза израженија, тумор је злоћуднији и брже метастазира.

## Ангиогенеза у лечењу
Терапијска стимулација ангиогенезе или про-ангиогенеза је од посебног биолошког и медицинског значаја и може бити од користи у терапијске сврхе код:
- зарастања мускулоскелеталног ткива (кост, хрскавица и тетиве)
- зарњастања рана у хирургији (хируршке ране, опекотине, ожиљци)
- стварање нових крвних судова код инфаркта миокарда, болести коронарних артерије и микроциркулације.[50][51]
- регенерације органа (јетра, бубрег и моторних неурони)

Савремена медицина наука примењује два облика ангиогенезе у терапијске сврхе:
- Антиангиогенетску терапију
- Проангиогенетску терапију

Компактност тумора зависи поред осталог и од раста капилара (ангиогенезе или тумором индуковане ангиогенезе, неогенезе), који тумор снабдевају кисеоником и хранљивим материјама. За раст солидног тумор од 1 до 2 mm³ неопходно је и (пратеће) формирање крвних судова. Ограничавањем могућности да се у тумору формирају нови крвни судови односно да се туморском ткиву ограничи неопластична ангиогенеза, може се зауставити и ограничити његов раст.
У оквиру чврстих неоплазми бројне ћелија тумора и новоформиране капиларне ендотелне ћелије представља високо интегрисани екосистем. Туморске ћелије ослобађају ендотелијални митоген. Тумор-ангиогенеза-фактор (ТАФ) који стално подстиче на раст нове капиларе у тумору. Ако се дејство ТАФ-а блокира, спречена је неоваскуларизација и раст туморских чворића, што зауставља њихово ширење на пречник мањи од 2,5 mm. На тај начин туморски чворићи улазе у успавану фазу, у којој су приморани да живе само од једноставне дифузије хранљивих и отпадних материја. Тако анти-ангиогенеза може да натера популацију туморских ћелија да постане успавана (неактивна) на малој површини. Полазећи од ових сазнања начињени су бројни покушаји у примени про-ангиогенетске терапије (анти-ангиогенезе), која је имала за циљ да смањујући доток крви а тиме и циркулацију у туморозном ткиву (блокадом ангиогенезе) заустави и његов даљи развој.
Прва антитерапија тумора са ВЕГФ (Бевацизумабом) - који неутралише моноклонска антитела примењена је 2004. на основу одобрења ФДА у САД, код метастатаза рака дебелог црева. У међувремену, активни састојак (Бевацизумаб) је примењиван у лечењу рака дојке, плућа и рака бубрега.
Примена принципа антиангиогенезе у лечењу малигних тумора је од суштинског значаја за даља истраживање Јуда Фолкман, који је интензивно радио од 1970. на проучавању ангиогенезе и антиангиогенезе. До сада су клиничка искуства у примени сорафениба и других анти-ВЕГФ лекова, показала ограничео дејство, (јер се очекивани одговор тумора јављао у око > 30% смањењем тумора) на антитуморску активност ових агенаса. Бевацизумаба је дао обећавајуће резултате када се користи заједно са хемотерапијом у неколико врста тумора, исто тако и мали молекули ТК инхибитори, укључујући сорафениб и сунитиниб, имају продужени ПФС ефекат у пацијената са РЦЦ-а.
Током наредних неколико година, изазов ће бити да се дефинишу најбољи показатељи и предиктори одговора на ове нове терапије. Наставак истраживања је такође потребан да се развије ефикаснија борбе против ВЕГФ лекова и одреди оптимални режим терапије, и побољша профил безбедност.
Ангиогенеза или проангиогенеза, представља одличан терапијски циљ у лечењу кардиоваскуларних болести. Она је моћан, физиолошки процес, који је у основи природан начин на који наше тело реагују на смањено снабдевање крвљу виталних органа, односно процес умножавања нових колатералних крвних судова који треба да превазиђу исхемијом изазване поремећаје. Велики број претклиничких студија спроведено је са протеинима, генима и ћелијама у циљу терапије на анималним моделима са срчаном исхемијом, као и на моделима са обољењем периферних артерија. Репродуктивни и кредибилни успеси у овим раним истраживања на животињама покренули су велики ентузијазам и очекивања да би се овај нови терапијски приступ могао применити на бројним клиникама у корист милионе пацијената који у западном свету пате од кардиоваскуларних болести.
Деценије клиничког испитивањања гена и протеина засновано на терапијским основама дизајнираним да стимулишу ангиогенезу у условима недовољне перфузије ткива и органа, је међутим, доживео бројна разочарења и неуспехе. Иако су сва претклиничка уверавања, наговештавала и обећавала да би терапија ангиогенезом са животиња могла бити примењена на људима, и била у једном или другом моду, уграђен у рану фазу клиничких испитивања, регуларне агенције (нпр. ФДА у САД) сматрају да мора да се спроведе јш читав низ предклиничких истраживања пре него што се ова метода уведе у свакодневну праксу.

### Принципи антиангиогене терапије
Првобитна, сазнање да је ангиогенеза од виталног значаја за раст чврстог тумора, дало је наду за могуће пројектовање ефикасних метода за лечење тумора, које би зауставила његов  раст и напредовање, и стабилизовале здравља пацијентима. Тако је настала идеја о примени антиангиогена терапије, која би се занивала на спречавању (инхибицији) раста нових крвних судова и повлачењу (регресији) новонасталих, незрелих крвних судова, тумора блокирањем проангиогених фактора. Сложени баланс између проангиогених и антиангиогених фактора постоји у свим микроваскуларним системима и делује као фактор увећања или смањења формација крвних судова.
Главни антиангиогени и проангиогени фактори који су до сада разјашњени наведени су у доњој табели, мада нису сви њихови међусобни механизми у потпуности схваћени:
| Стимулатори ангиогенезе | Инхибитори ангиогенезе |
| --- | --- |
| Фактор раста ендотелног системс (VEGF) Фактор роста фибробласта (FGF) Фактор раста хепатоцита (HGF) Фактори раста слични инсулину (IGFi) Ангиопоетин (Ang) Трансформишући фактор раста β (TGFβ) Трансформишући Фактор некрозе α (TNFα) Тромбоцитни фактор раста (PDGF) Интерлеукин-8 Металопротеиназа матрикса (MMPs) Азот моноксид (NO) Ангиогенин Пролиферин Лептин Васкуларни ћелијски адхезивни молекул-1 (VCAM-1) Вазоактивни интестинални пептид (VIP) Моноцитни хемотаксични протеин (MCP-1) Фактор, индуковане хипоксије — (HIF-1 alpha) Каликреин Инхибитор активатора плазминогена (IAP) Гранулоцитни стимулирајући фактор Фолистатин Плеотрофин | Ендостатин Вазостатин Ангиостатин Канстатин Ткивни инхибитори MMP Тумстатин Растворљива форма рецептора VEGF. Тромбоцитни фактор 4 Инхибитор матрикса металопротеиназа Нискомолекуларни пролактин (масе — 16 кДа) Тромбоспондин-1 Трансформишући фактор раста алфа Интерферон алфа/бета Фактор некрозе тумора алфа Интерлеукин-12 Интерлеукин-18 Инхибитори активатора плазминогена (IAP) Арестин Рестин Маспин Антитромбин III Металопротеиназе матрикса (MMP) CXC хемокини без ELR мотива |

Најзначајнији стимулатори ангиогенезе су, сматра се, из групе фактора раста фибробласта (ФГФ) и фактора раста васкуларног ендотела (ВЕГФ), али се списак откривених проангиогених и антиангиогених молекула непрекидно увећава.
Према најновијим сазнањима, сматра се да примена антиангиогених цитостатика има неколико предности у односу на традиционалну хемотерапију цитотоксични супстанци, о чему постоји неколико хипотеза:
Прва хипотеза
Без обзира на степен развоја и хетерогености тумора, ангиогенеза туморе је ненеопластички и хомоген процес; отуда и претпоставка да би антиангиогена стратегије била ефикасна и код различитих хуманих чврстих канцера.
Друга хипотеза
Питање отпора који сада постоји према примени хемотерапији или терапије зрачењем (ЦТ или РТ) туморских ћелија, био би решен јер се не би односио и на примену ангиогенских компоненти код чврстог тумора.
Трећа хипотеза
Васкуларизовани делови тумора су лако доступну и неинтерстицијални притисак је често довољан па да се достигне циљани ЕЦС .
Четврта хипотеза
Присуство у табели наведених фактора - регулише и мења рецепторе ЕК у васкулатури тумора, како би се омогућило остварење специфичних терапијских циљева на молекулима васкулатуре тумора, при чему циљне групе неће бити; нормални крвни судови, врста тумора, развојна фаза и фаза раста тумора.